# Захаров, Сергей Александрович
Серге́й Алекса́ндрович Заха́ров (11 сентября 1878, Тифлис, Российская империя — 2 января 1949, Ростов-на-Дону, СССР) — русский и советский почвовед, доктор наук, профессор, декан факультетов.

## Биография

### Образование
В 1896 году с отличием окончил 2-ю Тифлисскую гимназию и поступил на Естественное отделение Московского университета.
В 1900 году участвовал в экспедиции В. В. Докучаева на Кавказ, где помогал ему и изучал под его руководством горные черноземы Лорийской степи.
В 1903 году окончил изучение магистерского курса наук в Московском университете.

### Научная и педагогическая работа
По приглашению профессора П. С. Коссовича приступает к работе в его лаборатории в Лесном институте (Санкт-Петербург).
Переехав обратно в Москву, С. А. Захаров организовал кафедру почвоведения в Константиновском Межевом институте, читает лекции по почвоведению и в Московском университете, принимает самое деятельное участие в работе Почвенного Комитета.
В 1915 году защитил диссертацию на тему «К характеристике высокогорных почв Кавказа», получившую высокую оценку современников; в конце года он снова переезжает в Санкт-Петербург и становится заведующим кафедрой почвоведения Лесного института.
В 1917 году С. А. Захаров, к тому времени известный в научных кругах ученый, получил приглашение принять участие в создании Политехнического института в Тбилиси. Он принял это приглашение, и с этого времени начинается новый этап его жизни — кавказский. Этот период характеризуется масштабной организационной работой. Вначале С. А. Захаров в должности ректора активно претворяет в жизнь планы создания Политехнического института в Тбилиси, затем в 1919 г. переезжает в Краснодар, где принимает участие в создании Кубанского Политехнического института. После стабилизации политической обстановки в Закавказье ученый возвращается в Тбилиси (1922 г.), где в должности декана сельскохозяйственного факультета и проректора по науке Политехнического института развивает кипучую деятельность по развитию науки, организации лабораторий, почвенных научных экскурсий, одновременно читает лекции на курсах при Наркомземе Грузии.
С 1925 по 1935 годы С. А. Захаров заведовал кафедрой общего земледелия Кубанского сельскохозяйственного института. Одновременно он вёл активную организационную работу по комплексному обследованию почв Азербайджана и Грузии, возглавлял секцию почвоведения СКАНИА в Ростове-на-Дону, организовывает и редактирует «Ежегодник по изучению почв Северного Кавказа». В 1929 году награждён Русским географическим обществом золотой медалью имени Петра Петровича Семёнова-Тян-Шанского.
В 1934 году С. А. Захарова пригласили организовать на геологическом факультете Ростовского университета кафедру почвоведения. В следующем году было открыто почвенное отделение, в дальнейшем названный — геолого-почвенный факультет. С. А. Захаров стал его деканом и заведующим кафедрой почвоведения. На этой должности он оставался до самой своей кончины в 1949 году.
Докторские степени почвенных и сельскохозяйственных наук были присуждены ему по совокупности научных работ (без защиты диссертаций). Он баллотировался в члены АН СССР.
Он был постоянный участник конференций, съездов почвоведов СССР и двух первых международных конгрессов, член ряда обществ.

## Награды
С. А. Захаров был награждён:
- Золотой медалью имени П. П. Семенова-Тянь-Шанского
- Золотой медалью имени В. В. Докучаева
- Орденом «Знак почета» (1944)
- Медалью «За доблестный труд в Великой Отечественной войне 1941—1945 гг.»
- Почётной грамотой Президиума Верховного Совета Киргизской ССР в 1944 году.

## Память
- В Музее землеведения МГУ (на 25 этаже Главного здания) установлен бюст С. А. Захарова[2].